# Harry Stine (hombre de negocios)
Harry H. Stine (nacido en 1941 o 1942) es un empresario multimillonario estadounidense, fundador y propietario de Stine Seed.

## Familia y primeros años
Es hijo de Bill y Roselba Stine. En 1871, sus bisabuelos, William y Sarah Stine, llegaron a Adel, Iowa, desde Pensilvania, y establecieron una granja de 160 acres. En 1894, su abuelo Ira Cloyd Stine se casó con Lydia Sheaffer y tuvieron cuatro hijos, todos varones. Todos trabajaron para IC Stine and Sons hasta después de la Segunda Guerra Mundial. En 1934, Bill y Roselba Stine se mudaron a la finca de 200 acres que se convertiría en Stine Seed Farm, que fue fundada en la década de 1950.

## Riqueza
Hizo su fortuna otorgando licencias genéticas de soja y maíz a Syngenta, Monsanto y otros gigantes de la agroindustria.
Es el hombre más rico de Iowa y, a partir de 2020, el único multimillonario del estado.
Con casi 15,000 acres de tierra en Iowa a través de su propiedad privada de Stine Seed, Harry Stine es el propietario de tierras más grande de Iowa.
En 2018, Forbes lo incluyó como el más rico de Iowa con un patrimonio neto de $ 3.2 mil millones. En 2019, aumentó su fortuna en $ 1.8 mil millones a $ 5 mil millones, lo que lo clasificó como el habitante de Iowa más rico y el número 131 más rico de los Estados Unidos según Forbes. En 2020, su patrimonio neto se estimó en $ 5.7 mil millones, lo que lo ubica como el habitante de Iowa más rico y el 484 más rico del mundo según Forbes.